# Phonognatha melania
Phonognatha melania är en spindelart som först beskrevs av Ludwig Carl Christian Koch 1871.  Phonognatha melania ingår i släktet Phonognatha och familjen käkspindlar. Inga underarter finns listade i Catalogue of Life.